# Trafikplats Aspholmen/Bista

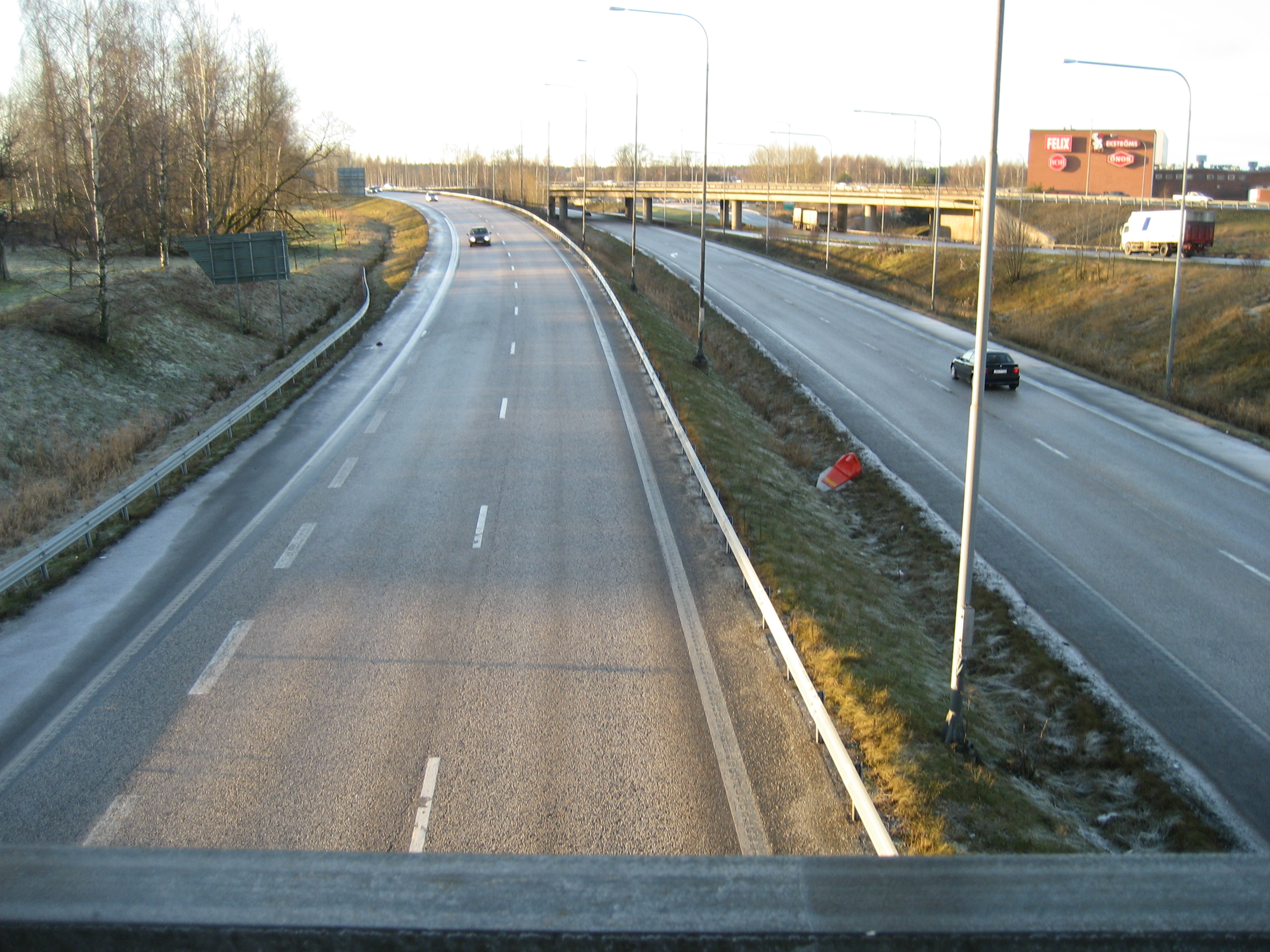
Trafikplatsen sedd från Södra Infartsleden med Västerleden i bakgrunden.

Trafikplats Aspholmen/Bista är en motorvägskorsning i södra Örebro, där Västerleden och Södra Infartsleden sammanstrålar. Varje dag passerar mer än 30.000 fordon, vilket gör platsen till en av de hårdast trafikerade knutpunkterna i Närke. Förutom lokaltrafik hanterar trafikplatsen i stort sett alla förbipasserande transporter i nord-sydlig riktning förbi Örebro, men även trafik mot Värmland/Norge från hela Mälardalen. 
Trafikplatsen, som har avfartsnummer 111, byggdes i slutet av 1960-talet mellan Procordiafabriken och Åbyverket och finansierades av Örebro kommun tillsammans med Vägverket. I norrgående riktning längs Västerleden omfattar trafikplatsen en avfart till Södra Infartsleden mot centrum av Örebro, liksom en påfart från Västhagagatan. Genom området går den, idag nedlagda, järnvägen Svartåbanan. Mitt i trafikplatsen går också Bistagatan, som indirekt, via en cirkulationsplats, sammanstrålar med Södra Infartleden i södergående riktning, vilken i sig strax sammanstrålar med Västerleden i en påfart. Någon avfart från Västerleden i södergående riktning finns inte inom området, men motsvaras av en avfart längre norrut vid Hagagatan/Västhagagatan i Västhaga. Trafikplatsen innefattar även av- och påfarter från Södra Infartleden mot Aspholmen/Västhagagatan.